# Surruque
Els surruque eren un poble d'amerindis de Florida que durant els segles XVI i XVII vivia al llarg de la mitjana costa atlàntica de Florida. Podrien haver parlat un dialecte de la llengua timucua, però es va aliar amb els ais. Els surruque es convertiren en clients del govern espanyol San Agustín, però no es va incorporar amb èxit al sistema de missions espanyoles.
El surruque vivien al voltant de la Mosquito Lagoon (anomenada Llacuna Surruque pels espanyols), prop de Cap Canaveral, i al llarg de la costa de l'Atlàntic nord des del Cap fins a prop de Ponce de Leon Inlet. El límit nord del territori surruque era Turtle Mound, que va ser anomenat "Surruque" a principis del segle xvii. Al nord del territori surruque hi havia el territori de la ciutat Noroco de parla timucua, a la desembocadura del riu Tomoka. El seu territori s'estenia al sud de Ponce de Leon Inlet a Caparaca, prop de l'actual New Smyrna Beach. El límit nord del territori surruque era al voltant de Turtle Mound. La província d'Ais estava al sud de Surruque, al llarg de la Indian River. Els pobles mayaca i jororo vivien a l'oest dels surruque, a la vall del riu St. Johns.
La llengua dels surruque és desconeguda. Mentre que algunes autoritats afirmen que els surruque probablement parlaven un dialecte del timucua, Hann observa que hi ha certa evidència que la llengua surruque estava relacionada amb l'idioma ais.
Els francesos, en la seva breu ocupació del nord-est de Florida al voltant de Fort Caroline, van informar haver sentit parlar d'un lloc anomenat Sorrochos o Serropé, que estava al costat d'un gran llac del mateix nom, situat a l'interior del sud de la Florida. Swanton afirma que la ubicació és massa lluny al sud i l'est, i entén que el "llac gran" és una de les llacunes prop de Cap Canaveral. Els espanyol van expulsar els francesos de la Florida en 1565, i van establir San Agustín aquell any. Els espanyols va ignorar en gran manera als pobles de la costa al sud de San Agustín, incloent als Surruque, durant 30 anys després de l'establiment de la ciutat. En 1595 els espanyols van prendre mesures per assegurar el control d'aquesta costa. El cap de Surruque, juntament amb el cap dels ais, va viatjar a San Agustín, i van estar d'acord en permetre que els missioners entressin a les seves terres per proporcionar partides de treballadors a San Agustín, i informar sobre qualsevol vaixell o homes no espanyols al llarg de la costa.
En 1597, durant una revolta a la província Guale, els ais es van negar a permetre que els vaixells espanyols desembarquessin a la seva terra. En represàlia, els indis timucua aliats amb els espanyols van atacar Surruque, matant 60 i fent presoners 54 homes, dones i nens enviats a San Agustín com esclaus. Una ordre reial de 1600 va alliberar tots els esclaus indis. El surruque alliberats es van assentar en una illa prop de San Agustín. En 1599, Juan Ramírez de Contreras, que parlava ais, va ser enviat per ensenyar als surruque i als ais, però va ser assassinat pels surruque abans d'arribar a territori ais. Alvaro Mexia, un soldat espanyol de San Agustín, es va quedar amb els indis surruque 8 dies en 1605, a l'espera de permís per continuar en una missió diplomàtica als ais. També en 1605 els surruque i ais enviaren homes per ajudar els espanyols a repel·lir els invasors francesos a Guale. Almenys es podria haver establert una missió prop de Surruque i s'establiren ranxos ramaders espanyols al llarg de la costa cap al sud fins Surruque.